# Mishna
Mishna udgør sammen med Gemara Talmud, hovedværket i jødedommens mundtlige overleveringer, der ifølge traditionen blev givet til Moses af Gud. Den blev holdt mundtlig, indtil man besluttede at skrive den ned af frygt for, at den ville blive glemt. Mishnas redaktør var Rabbi Jehuda Hanasi (135–220).
Mishnah kommer af det hebraiske ord for ”gentage” (shanah – שנה), hvilket også indikerer, at Mishnah oprindeligt blev lært ved at gentagelse, indtil man kunne den udenad. Mishnah er også kendt som udlægningen af Torah she-be’al peh (læren som er i munden) den mundtlige Torah.
Mishnah, som vi kender den i dag, blev redigeret og samlet på skrift af Rabbi Yehudah haNasi omkring år 200, men der har muligvis været andre samlinger, da den nogle steder omtaler en Mishnah haRishonah (den første Mishnah).
Den første omfattende samling af mishnayot (mishnaer) skyldtes Rabbi Akivas martyrdød i 135 ved romernes nedkæmpelse af bar Kochbas oprør. Det blev ulovligt at oplære folk i Torahen, og mange lærde blev slagtet af romerne. De fik de lærde i Yavneh til at indse, at hvis Mishnah skulle bevares, måtte den nedskrives til senere generationer.
Senere samlinger ser man komme fra akademiet i Ushah (beliggende i den tids Babylon, der var en del af perserriget) omkring år 150.
De var oprindeligt ikke beregnede til at erstatte hukommelsen men tværtimod at understøtte den.
Senere er der så kommet kommentarer til Mishnah, hvor den mest indflydelsesrige kommentator er Bertinorofra den sidste halvdel af det 15. århundrede, der fik udgivet sine kommentarer i Venezia 1548-49. De anses som at have samme vægt som Rashis kommentarer til Talmud.
Mishnahen er skrevet på et folkeligt hebraisk, der ikke har den samme strenge grammatiske opbygning som det bibelske hebraisk og med låneord fra græsk og latin.
Mishnah er delt op i seks hovedafsnit (S’darim – fra det hebraiske seder, ”orden”), der er delt op i traktater (massichtot – i alt 63), som igen er delt op i kapitler, som endeligt er delt op i paragraffer.
Hovedafsnittende er inddelt efter længden på traktaterne, hvor den længste er skrevet først. Den eneste undtagelse er Brachot i første Seder, som sandsynligvis er ment som indledning (Brachot er hebraisk for ”lovprisninger”).
Når man citerer fra Mishnah, gøres det ved at henvise til traktat, kapitel og paragraf (f.eks. Ber. III, 2).

## Mishnas seks ordener (shisha sidrei Mishna)
Teksten er inddelt i seks hovedafsnit eller ordener (sedarim), der består af i alt 63 traktater (massechos). Inden for ordenerne er de enkelte traktater anbragt efter længde – med den længste først. Traktaten Berachos i 1. orden (seder) er eneste undtagelse.
- Zeraim (da. såsæd), om landbruget. 11 traktater.
- Moed (da. bestemt tid), om fester og helligdage. 12 traktater.
- Nashim (da. kvinder), familieret. 7 traktater.
- Nezikin (da. skader), civile love og kriminalret. 10 traktater, herunder Avos.
- Kodashim (da. helligheder), om Templet i Jerusalem. 11 traktater.
- Taharos (da. renhed), renhedsforskrifter. 12 traktater.